# Jiřina Pokorná
MgA. Jiřina Pokorná (11. října 1938 – 19. září 2010) byla česká varhanice a hudební pedagožka, osobnost české varhanní školy.
Studovala u Miroslava Kampelsheimera a Milana Šlechty a koncertní dráhu zahájila již během svých studií. Od té doby měla na svém kontě dlouhou řadu koncertních vystoupení doma i v zahraničí (Rakousko, Německo, Belgie, Itálie, Švýcarsko, země bývalé Jugoslávie a Sovětského svazu, Bulharsko, Japonsko). V osmdesátých letech působila pedagogicky na hudební fakultě Akademie múzických umění a poté se znovu plně věnovala koncertní činnosti a nahrávání. Vystoupila na mezinárodním festivalu Pražské jaro, v komorních cyklech České filharmonie a varhanních cyklech Symfonického orchestru hlavního města Prahy FOK. V její diskografii se nachází řada atraktivních nahrávek známých děl české a světové varhanní literatury (Johann Sebastian Bach, Cesar Franck, čeští mistři). Na několika nahrávkách spolupracovala s předními českými instrumentalisty s trumpetistou České filharmonie Miroslavem Kejmarem, primariem Kocianova kvarteta Pavlem Hůlou, sólistkou Státní opery Praha Sylvou Čmugrovou a s houslistou Bohuslavem Matouškem. S jejím interpretačním uměním se mohou posluchači seznámit i na nahrávkách firem Music Vars, Supraphon, Panton, a japonských firem Nippon Columbia a Pony Canyon.

## Diskografie
- César Franck – Works for Organ (1990, Supraphon)
- Magical Baroque Trumpet (1991, Music Vars)
- Frank Kaderabek American Trumpet in Prague (1992, Music Vars)
- Magical Baroque Trumpet II (1992, Music Vars)
- Christmas Carol (1992, Pony Canyon)
- J. S. Bach (1993, Music Vars)
- Slavné varhaní skladby (1994, Music Vars)
- Pastýři nespěte (1996, Music Vars)
- G. F. Händel – Sonatas for violin and organ, op.1 (1996, Music Vars)
- Czech Organ Music (1997, Music Vars)
- Magical Baroque Trumpet III (1999, Music Vars)
- Slavné varhaní skladby II (1999, Music Vars)
- Koncert pro Zlonické zvony (2000, Music Vars)